# Cercophora
Cercophora is een geslacht van schimmels uit de familie Neoschizotheciaceae. De typesoort is Cercophora mirabilis.

## Soorten
Volgens Index Fungorum telt het geslacht 56 soorten (peildatum april 2024):
| Soortnaam                                           | Auteur(s)                                        | Publicatiejaar |
| --------------------------------------------------- | ------------------------------------------------ | -------------- |
| Cercophora acanthigera                              | (Berk. & Broome) N. Lundq.                       | 1972           |
| Cercophora aggregata                                | N. Lundq.                                        | 1996           |
| Cercophora albicollis                               | N. Lundq.                                        | 1972           |
| Cercophora aligarhiensis                            | Mukerji, R.N. Kumar & N. Singh                   | 1995           |
| Cercophora anisura                                  | N. Lundq.                                        | 1972           |
| Cercophora appalachianensis                         | O. Hilber & R. Hilber                            | 1987           |
| Cercophora aquatica                                 | P. Chaudhary, J. Fourn. & A.N. Mill.             | 2007           |
| Cercophora argentina                                | Catania, A.I. Romero, Huhndorf & A.N. Mill.      | 2011           |
| Cercophora brevifila                                | N. Lundq. & Fakirova                             | 1973           |
| Cercophora caerulea                                 | (Petch) N. Lundq.                                | 1972           |
| Cercophora cainii                                   | Mukerji, R.N. Kumar & N. Singh                   | 1995           |
| Cercophora californica                              | (Plowr.) N. Lundq.                               | 1972           |
| Cercophora cephalothecoidea                         | Doveri                                           | 2016           |
| Cercophora citrina                                  | (Petch) N. Lundq.                                | 1972           |
| Cercophora coprogena                                | (Speg.) N. Lundq.                                | 1972           |
| Cercophora coronata                                 | (Cailleux) Udagawa & T. Muroi                    | 1979           |
| Cercophora crustosa                                 | (Massee) P. Chaudhary, J. Fourn. & A.N. Mill.    | 2007           |
| Cercophora dulciaquae                               | M.S. Calabon, E.B.G. Jones & K.D. Hyde           | 2021           |
| Cercophora fici                                     | Tennakoon, C.H. Kuo & K.D. Hyde                  | 2021           |
| Cercophora flabelliformis                           | A.E. Bell & Mahoney                              | 2016           |
| Cercophora gossypina                                | N. Lundq.                                        | 1972           |
| Cercophora himalayensis                             | Udagawa & Y. Sugiy.                              | 1982           |
| Cercophora hydrophila                               | (Kirschst.) P. Chaudhary, J. Fourn. & A.N. Mill. | 2007           |
| Cercophora ignis                                    | A.E. Bell & Mahoney                              | 2016           |
| Cercophora indica                                   | (Tilak & Srinivas.) A. Pande                     | 2008           |
| Cercophora kalimpongensis                           | Mukerji, R.N. Kumar & N. Singh                   | 1995           |
| Cercophora limneticum                               | K.N. Borse, N.S. Pawar & B.D. Borse              | 2019           |
| Cercophora macrocarpa                               | (G.C. Carroll & Munk) O. Hilber & R. Hilber      | 1979           |
| Cercophora minuta                                   | Mukerji, R.N. Kumar & N. Singh                   | 1995           |
| Cercophora mirabilis (Gekraagd piekhaartonnetje)    | Fuckel                                           | 1870           |
| Cercophora mutabilis                                | (Cailleux) Doveri                                | 2016           |
| Cercophora nainitalensis                            | Mukerji, R.N. Kumar & N. Singh                   | 1995           |
| Cercophora natalitia                                | (Speg.) N. Lundq.                                | 1972           |
| Cercophora newfieldiana                             | (Ellis & Everh.) R. Hilber                       | 1979           |
| Cercophora ovalis                                   | Mukerji, R.N. Kumar & N. Singh                   | 1995           |
| Cercophora pakistani                                | (J.H. Mirza) Arx                                 | 1973           |
| Cercophora palmicola                                | Hanlin & Tortolero                               | 1987           |
| Cercophora pilosa                                   | Mukerji, R.N. Kumar & N. Singh                   | 1995           |
| Cercophora recta                                    | A.E. Bell & Mahoney                              | 2005           |
| Cercophora rostrata                                 | (Cailleux) Doveri                                | 2016           |
| Cercophora rubrotuberculata                         | A.N. Mill., Mugambi & Huhndorf                   | 2007           |
| Cercophora sarawacensis                             | (Ces.) N. Lundq.                                 | 1972           |
| Cercophora scortea                                  | (Cain) N. Lundq.                                 | 1972           |
| Cercophora septentrionalis                          | N. Lundq.                                        | 1972           |
| Cercophora silvatica (Bruin piekhaartonnetje)       | N. Lundq.                                        | 1972           |
| Cercophora similiscortea                            | A.E. Bell & Mahoney                              | 2016           |
| Cercophora solaris (Geschoren piekhaartonnetje)     | (Cooke & Ellis) R. Hilber & O. Hilber            | 1979           |
| Cercophora sordarioides                             | (Speg.) N. Lundq.                                | 1972           |
| Cercophora sparsa                                   | (Sacc. & Fairm.) R. Hilber                       | 1979           |
| Cercophora spinosa                                  | (Harkn.) M.E. Barr                               | 1993           |
| Cercophora spirillospora                            | (Penz. & Sacc.) N. Lundq.                        | 1972           |
| Cercophora squamulosa                               | A.N. Mill., J. Fourn., Raja & Lechat             | 2016           |
| Cercophora sulphurella (Groengeel piekhaartonnetje) | (Sacc.) R. Hilber                                | 1979           |
| Cercophora thailandica                              | D.Q. Dai & K.D. Hyde                             | 2016           |
| Cercophora tuberculata                              | Mukerji, R.N. Kumar & N. Singh                   | 1995           |
| Cercophora vinosa                                   | A.N. Mill. & J. Fourn.                           | 2016           |